# Baby Daddy/Episodenliste

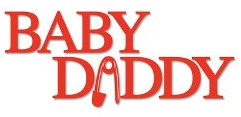
Logo zur Serie

Diese Episodenliste enthält alle Episoden der US-amerikanischen Comedyserie Baby Daddy, sortiert nach der US-amerikanischen Erstausstrahlung. Zwischen 2012 und 2017 entstanden in sechs Staffeln 100 Folgen mit einer Länge von etwa 22 Minuten.

## Übersicht
| Staffel | Episodenanzahl | Erstausstrahlung USA | Erstausstrahlung USA | Deutschsprachige Erstausstrahlung | Deutschsprachige Erstausstrahlung |
| Staffel | Episodenanzahl | Staffelpremiere      | Staffelfinale        | Staffelpremiere                   | Staffelfinale                     |
| ------- | -------------- | -------------------- | -------------------- | --------------------------------- | --------------------------------- |
| 1       | 10             | 20. Juni 2012        | 29. August 2012      | 22. Januar 2014                   | 26. März 2014                     |
| 2       | 16             | 29. Mai 2013         | 11. Dezember 2013    | 2. April 2014                     | 13. August 2014                   |
| 3       | 21             | 15. Januar 2014      | 18. Juni 2014        | 24. April 2015                    | 8. Mai 2015                       |
| 4       | 22             | 22. Oktober 2014     | 5. August 2015       | 9. März 2017                      | 5. April 2017                     |
| 5       | 20             | 3. Februar 2016      | 3. August 2016       | 6. April 2017                     | 5. Mai 2017                       |
| 6       | 11             | 13. März 2017        | 22. Mai 2017         |                                   |                                   |

## Staffel 1
Die Erstausstrahlung der ersten Staffel war vom 5. April bis zum 17. Mai 2012 auf dem US-amerikanischen Kabelsender ABC Family zu sehen. Die deutschsprachige Erstausstrahlung sendete der deutsche Free-TV-Sender Disney Channel vom 22. Januar bis zum 26. März 2014.
| Nr. (ges.) | Nr. (St.) | Deutscher Titel              | Originaltitel                     | Erstausstrahlung USA | Deutschsprachige Erstausstrahlung (D) | Regie           | Drehbuch                     |
| --- | --------- | ---------------------------- | --------------------------------- | -------------------- | ------------------------------------- | --------------- | ---------------------------- |
| 1 | 1         | Emma                         | Pilot                             | 20. Juni 2012        | 22. Jan. 2014                         | Michael Lembeck | Dan Berendsen                |
| Der 20-jährige Barkeeper Ben Wheeler wird überrascht, als plötzlich das Baby Emma vor seiner Wohnung liegt, welches von seiner Ex-Freundin Angela vor die Tür gelegt wurde. Er bekommt Hilfe von seiner Mutter, seinem Mitbewohner Tucker, seiner besten Freundin Riley Perrin und seinem Bruder Danny. Als dann Angela zurückkommt, will sie, dass Ben die Adoptionspapiere unterschreibt, aber er weigert sich, da er sich in Emma verliebt hat. Er beschließt, dass Baby großzuziehen. |           |                              |                                   |                      |                                       |                 |                              |
| 2 | 2         | Ich hab’s doch gleich gesagt | I Told You So                     | 27. Juni 2012        | 29. Jan. 2014                         | Michael Lembeck | Dan Berendsen                |
| Bonnie ist besorgt, dass die Jungen sich nicht richtig um Emma kümmern. Ben will seiner Mutter beweisen, dass er doch auf Emma aufpassen kann und alles unter Kontrolle hat. Durch eine Reihe von Pannen wird Emma versehentlich allein in der Wohnung gelassen. Ben spürt, wie seine ersten elterlichen Ängste aufkommen, und er erkennt, dass er Hilfe braucht, um ein guter Vater zu werden. |           |                              |                                   |                      |                                       |                 |                              |
| 3 | 3         | Das Glückstrikot             | The Nurse and the Curse           | 11. Juli 2012        | 5. Feb. 2014                          | Michael Lembeck | Heidi Clements               |
| Ben und Tucker gehen mit Emma zu ihrem ersten Arzttermin. Dort trifft Ben auf die Krankenschwester Cassie und möchte sich mit ihr verabreden. Als Riley davon hört, ist sie eifersüchtig, aber verspricht Ben, dass sie sich mit Cassie anfreundet. Inzwischen hat Danny sein erstes Hockeyspiel mit den New York Rangers; da er sehr abergläubisch ist, trägt er ein altes High-School-Trikot, das nie vor einem Spiel gewaschen wird, und Bonnie richtet sich nach diesem Ritual. Als Tucker versucht, die Wohnung zu reinigen, wäscht er Dannys Trikot durch Zufall und es schrumpft zusammen. Danny ist am Boden zerstört. Bei dem Spiel sagt Cassie Riley, dass sie weiß, dass diese Ben mag. Außerdem meint sie, dass Ben Riley immer nur als Freundin sehen wird. Dies führt dazu, dass es zwischen den Mädchen zu einem Kampf kommt, bei dem sie von allen beobachtet werden. Am Ende erklärt Danny Emma zu seinem neuen Glücksbringer. |           |                              |                                   |                      |                                       |                 |                              |
| 4 | 4         | Immer wieder Bonnie          | Guys, Interrupted                 | 18. Juli 2012        | 12. Feb. 2014                         | Michael Lembeck | Nancy Cohen                  |
| 5 | 5         | Verheiratet für den Job      | Married to the Job                | 25. Juli 2012        | 19. Feb. 2014                         | Michael Lembeck | Lester Lewis                 |
| 6 | 6         | Coach Riley                  | Take Her Out of the Ballgame      | 1. Aug. 2012         | 26. Feb. 2014                         | Arlene Sanford  | Mark Amato                   |
| Danny findet heraus, dass seine Mutter seinen Trainer Hank datet, was ihm nicht gefällt. |           |                              |                                   |                      |                                       |                 |                              |
| 7 | 7         | Möge der Bessere gewinnen    | May the Best Friend Win           | 8. Aug. 2012         | 5. März 2014                          | Michael Lembeck | Kirill Baru & Eric Zimmerman |
| Ben und Tucker lernen bei einem Konzert Ava kennen und die beiden konkurrieren um das Herz des Mädchens. Das stellt die Freundschaft auf eine harte Probe. Danny wird gebeten, eine Rede vor seiner Mannschaft zu halten, aber er ist nervös. Riley gibt ihm Tipps für Reden und Danny beherzigt diese. Dabei kommen sich die beiden näher, und Danny küsst Riley; daraufhin sind sie peinlich berührt. Bonnie erstellt ein Profil auf einer Online-Dating-Website. |           |                              |                                   |                      |                                       |                 |                              |
| 8 | 8         | Der Daddy-Flüsterer          | The Daddy Whisper                 | 15. Aug. 2012        | 12. März 2014                         | Michael Lembeck | Heidi Clements               |
| Ben lässt sich von der Supermom Izzy coachten. Tucker und Danny schauen sich einen Boxkampf in einem alten Waschkeller an. Währenddessen werden Bonnie und Riley von der Polizei verhaftet, da Emma versehentlich eine goldene Uhr geklaut hat. |           |                              |                                   |                      |                                       |                 |                              |
| 9 | 9         | Das Weihnachtsfoto           | A Wheeler Christmas Outing        | 22. Aug. 2012        | 19. März 2014                         | Michael Lembeck | Lester Lewis                 |
| Ray, der Vater von Danny und Ben, taucht bei Ben auf, und dieser versucht, ihn und Bonnie wieder zusammenzubringen. Als Ray mitbekommt, was Ben vorhat, beichtet er seinem Sohn, dass er ein Homosexueller ist und mit einem Mann namens Steve zusammenlebt. Ben will Steven kennenlernen und trifft ihn in einer Bar. Danny sieht die beiden und glaubt, dass Ben schwul sei. |           |                              |                                   |                      |                                       |                 |                              |
| 10 | 10        | Die Hochzeit                 | Something Borrowed, Something Ben | 29. Aug. 2012        | 26. März 2014                         | Michael Lembeck | Dan Berendsen & Nancy Cohen  |
| Riley soll die Hochzeit ihrer Freundin Katie planen. Unterstützung erhält sie von ihren Freunden. Doch Danny und Tucker ruinieren die Hochzeitstorte und versuchen, dies zu beheben. Nach dem Junggesellenabschied erwachen Ben und Katie zusammen im Bett, und sie glauben, dass sie Sex hatten. Katie fühlt sich extrem schuldig und versucht, die Hochzeit abzusagen. Doch Ben hält sie davon ab und macht ihr einen Vortrag über die wahre Liebe. Das Gespräch wird von Riley belauscht, und die Worte berühren sie. Es stellt sich heraus, dass Gene, ein Trottel aus ihrer Schulzeit, den beiden einen Streich gespielt hat und dass die beiden nie Sex hatten. Nach der Hochzeit fordert Ben Riley zu einem Tanz auf. Die beiden werden von dem eifersüchtigen Danny beobachtet. |           |                              |                                   |                      |                                       |                 |                              |

## Staffel 2
Die Erstausstrahlung der zweiten Staffel war vom 29. Mai bis zum 11. Dezember 2013 auf dem US-amerikanischen Kabelsender ABC Family zu sehen. Die deutschsprachige Erstausstrahlung sendete der deutsche Free-TV-Sender Disney Channel vom 2. April bis zum 13. August 2014.
| Nr. (ges.) | Nr. (St.) | Deutscher Titel                             | Originaltitel                     | Erstausstrahlung USA | Deutschsprachige Erstausstrahlung (D) | Regie             | Drehbuch                     |               |
| ---------- | --------- | ------------------------------------------- | --------------------------------- | --- | ------------------------------------- | ----------------- | ---------------------------- | ------------- |
| 11         | 1         | Überzeugungsarbeit                          | I’m Not That Guy                  | 29. Mai 2013 | 2. Apr. 2014                          | Michael Lembeck   | Dan Berendsen                |               |
| 12         | 2         | Zu gut, um wahr zu sein                     | There’s Something Fitchy Going On | 5. Juni 2013 | 9. Apr. 2014                          | Robbie Countryman | Heidi Clements               |               |
| 13         | 3         | Werbestar Danny                             | The Wheeler and Dealer            | 12. Juni 2013 | 7. Mai 2014                           | Michael Lembeck   | Kirill Baru & Eric Zimmerman |               |
| 14         | 4         | Tür an Tür mit Mom                          | New Bonnie vs. Old Ben            | 12. Juni 2013 | 23. Apr. 2014                         | Bob Koherr        | Vince Cheung & Ben Montanio  |               |
| 15         | 5         | Reine Kopfsache                             | The Slump                         | 19. Juni 2013 | 30. Apr. 2014                         | Michael Lembeck   | Frank Pines                  |               |
| 16         | 6         | Bens Kindergartenabenteuer                  | Ben’s Big Gay-Care Adventure      | 26. Juni 2013 | 14. Mai 2014                          | Michael Lembeck   | Heidi Clements               |               |
| 17         | 7         | Lammie, wo bist du?                         | On the Lamb-y                     | Ben verliert Emma's Kuscheltier Lammie. Er glaubt die seine Nachbarin hat es für Ihren Sohn genommen. Ben, Tucker und Danny versuchen das Kuscheltier zurück zu bekommen. Riley lädt Ihre Arbeitskollegen zu einem Buchclub in Ihre Wohnung ein. Bonnie und Riley's Mutter kommen auch dazu und machen gegenseitig gemeine Bemerkungen. | 10. Juli 2013                         | 16. Apr. 2014     | Michael Lembeck              | Nancy Cohen   |
| 18         | 8         | Liebe und andere Überraschungen             | Never Ben in Love                 | Riley ist unsicher ob Sie und Fitch zusammenpassen und ob Sie sich von ihm trennen soll, da sie so unterschiedlich sind und wenig Zeit füreinander haben. Ben trifft sich nachdem er länger Single war, wieder mit einer Frau. | 17. Juli 2013                         | 16. Juli 2014     | Michael Lembeck              | Dan Berendsen |
| 19         | 9         | Im Krieg und in der Liebe ist alles erlaubt | All’s Flair in Love and War       | 24. Juli 2013 | 23. Juli 2014                         | Michael Lembeck   | Kirill Baru & Eric Zimmerman |               |
| 20         | 10        | Prüfungsangst                               | Test Anxiety                      | 31. Juli 2013 | 23. Juli 2014                         | Michael Lembeck   | Nancy Cohen                  |               |
| 21         | 11        | Auf den Hund gekommen                       | Whatever Lola Wants               | 7. Aug. 2013 | 30. Juli 2014                         | Michael Lembeck   | Frank Pines                  |               |
| 22         | 12        | Emmas Taufe                                 | The Christening                   | 14. Aug. 2013 | 30. Juli 2014                         | Michael Lembeck   | Heidi Clements               |               |
| 23         | 13        | Ein perfekter Mann für Riley                | All Riled Up                      | 21. Aug. 2013 | 6. Aug. 2014                          | Michael Lembeck   | Kirill Baru & Eric Zimmerman |               |
| 24         | 14        | Das Emma-Dilemma                            | The Emma Dilemma                  | 28. Aug. 2013 | 6. Aug. 2014                          | Michael Lembeck   | Brian Fernandes              |               |
| 25         | 15        | Überraschung!                               | Surprise!                         | 4. Sept. 2013 | 13. Aug. 2014                         | Michael Lembeck   | Dan Berendsen                |               |
| 26         | 16        | Emmas erstes Weihnachtsfest                 | Emma’s First Christmas            | 11. Dez. 2013 | 13. Aug. 2014                         | Michael Lembeck   | Ben Montanio & Vince Cheung  |               |

## Staffel 3
Die Erstausstrahlung der dritten Staffel war vom 15. Januar zum 18. Juni 2014 auf dem US-amerikanischen Kabelsender ABC Family zu sehen. Die deutschsprachige Erstausstrahlung sendete der deutsche Pay-TV-Sender Universal Channel vom 24. April bis zum 8. Mai 2015 im Vorabendprogramm.
| Nr. (ges.) | Nr. (St.) | Deutscher Titel               | Originaltitel              | Erstausstrahlung USA | Deutschsprachige Erstausstrahlung (D) | Regie           | Drehbuch                                  |
| ---------- | --------- | ----------------------------- | -------------------------- | -------------------- | ------------------------------------- | --------------- | ----------------------------------------- |
| 27         | 1         | Nackte Tatsachen              | The Naked Truth            | 15. Jan. 2014        | 24. Apr. 2015                         | Michael Lembeck | Dan Berendsen                             |
| 28         | 2         | Das Spiel der Lügen           | The Lying Game             | 22. Jan. 2014        | 24. Apr. 2015                         | Michael Lembeck | Heidi Clements                            |
| 29         | 3         | Licht! Kamera! Keine Action!  | Lights! Camera! No Action! | 29. Jan. 2014        | 27. Apr. 2015                         | Michael Lembeck | Frank Pines                               |
| 30         | 4         | Feuriger Start                | Bonnie’s Unreal Estate     | 5. Feb. 2014         | 27. Apr. 2015                         | Michael Lembeck | Vince Cheung & Ben Montanio               |
| 31         | 5         | Danny for President           | Life’s a Beach             | 12. Feb. 2014        | 28. Apr. 2015                         | Michael Lembeck | Kirill Baru & Eric Zimmerman              |
| 32         | 6         | Bäumchen wechsle dich         | Romancing the Phone        | 26. Feb. 2014        | 28. Apr. 2015                         | Michael Lembeck | Janae Bakken                              |
| 33         | 7         | Die Wette                     | The Bet                    | 5. März 2014         | 29. Apr. 2015                         | Michael Lembeck | Heidi Clements                            |
| 34         | 8         | Anwalt wider Willen           | A Knight to Remember       | 12. März 2014        | 29. Apr. 2015                         | Michael Lembeck | Vince Cheung & Ben Montanio               |
| 35         | 9         | Flirten auf britisch          | Go Brit or Go Home         | 19. März 2014        | 30. Apr. 2015                         | Michael Lembeck | Janae Bakken                              |
| 36         | 10        | Eine vergessenswerte Affäre   | An Affair Not To Remember  | 26. März 2014        | 30. Apr. 2015                         | Michael Lembeck | Frank Pines                               |
| 37         | 11        | Déjà-vu                       | The Wingmom                | 2. Apr. 2014         | 1. Mai 2015                           | Michael Lembeck | Kirill Baru & Eric Zimmerman              |
| 38         | 12        | Geburtstagsparty für Emma     | Send in the Clowns         | 9. Apr. 2014         | 1. Mai 2015                           | Michael Lembeck | Dan Berendsen & Heidi Clements            |
| 39         | 13        | Spiel es noch einmal, Bonnie  | Play It Again, Bonnie      | 16. Apr. 2014        | 4. Mai 2015                           | Michael Lembeck | Dan Berendsen & Heidi Clements            |
| 40         | 14        | Geplatzte Träume              | Livin’ on a Prom           | 23. Apr. 2014        | 4. Mai 2015                           | Michael Lembeck | Janae Bakken                              |
| 41         | 15        | Immer Ärger mit den Vätern    | From Here to Paternity     | 30. Apr. 2014        | 5. Mai 2015                           | Michael Lembeck | Frank Pines                               |
| 42         | 16        | Die Schwester meines Freundes | Curious Georgie            | 7. Mai 2014          | 5. Mai 2015                           | Michael Lembeck | Kirill Baru & Eric Zimmerman              |
| 43         | 17        | Flirty Dancing                | Flirty Dancing             | 14. Mai 2014         | 6. Mai 2015                           | Michael Lembeck | Joshua Malek                              |
| 44         | 18        | Emmas erste Schritte          | Baby Steps                 | 28. Mai 2014         | 6. Mai 2015                           | Michael Lembeck | Frank Pines, Kirill Baru & Eric Zimmerman |
| 45         | 19        | Die Tischfußball-Spardose     | Foos It or Lose It         | 4. Juni 2014         | 7. Mai 2015                           | Michael Lembeck | Vince Cheung & Ben Montanio               |
| 46         | 20        | Übers Ziel hinaus             | All Aboard the Love Train  | 11. Juni 2014        | 7. Mai 2015                           | Michael Lembeck | Heidi Clements                            |
| 47         | 21        | Das Baumhaus                  | You Can’t Go Home Again    | 18. Juni 2014        | 8. Mai 2015                           | Michael Lembeck | Dan Berendsen                             |

## Staffel 4
Die Erstausstrahlung der vierten Staffel war vom 22. Oktober 2014 bis zum 5. August 2015 auf dem US-amerikanischen Kabelsender ABC Family zu sehen. Die deutschsprachige Erstausstrahlung sendete der deutsche Free-TV-Sender ProSieben vom 9. März bis zum 5. April 2017. Die Feiertagsspecials strahlte ProSieben am 12. und 19. August 2017 aus.
| Nr. (ges.) | Nr. (St.) | Deutscher Titel                      | Originaltitel                         | Erstausstrahlung USA | Deutschsprachige Erstausstrahlung (D) | Regie           | Drehbuch                       |
| ---------- | --------- | ------------------------------------ | ------------------------------------- | -------------------- | ------------------------------------- | --------------- | ------------------------------ |
| 48         | 1         | Ab in den Knast!                     | Strip or Treat                        | 22. Okt. 2014        | 19. Aug. 2017                         | Michael Lembeck | Frank Pines                    |
| 49         | 2         | Der Weihnachtswunsch                 | It’s a Wonderful Emma                 | 10. Dez. 2014        | 12. Aug. 2017                         | Michael Lembeck | Heidi Clements                 |
| 50         | 3         | Sie liebt mich, sie liebt mich nicht | She Loves Me, She Loves Me Note       | 14. Jan. 2015        | 9. März 2017                          | Michael Lembeck | Dan Berendsen & Heidi Clements |
| 51         | 4         | Verrückte Zukunft                    | I See Crazy People                    | 21. Jan. 2015        | 10. März 2017                         | Michael Lembeck | Dan Berendsen & Heidi Clements |
| 52         | 5         | Ein sehenswerter Überfall            | Mugging for the Camera                | 28. Jan. 2015        | 13. März 2017                         | Michael Lembeck | Kirill Baru & Eric Zimmerman   |
| 53         | 6         | Der Tod wird’s schon richten         | Over My Dead Bonnie                   | 4. Feb. 2015         | 14. März 2017                         | Michael Lembeck | Janae Bakken                   |
| 54         | 7         | Vergebliche Liebesmüh                | The Mother of All Dates               | 11. Feb. 2015        | 15. März 2017                         | Michael Lembeck | Ben Montanio & Vince Cheung    |
| 55         | 8         | Das Kartenhaus                       | House of Cards                        | 18. Feb. 2015        | 16. März 2017                         | Michael Lembeck | Janae Bakken                   |
| 56         | 9         | Ms Bonnie                            | An Officer and a Gentle Ben           | 25. Feb. 2015        | 17. März 2017                         | Michael Lembeck | Kirill Baru & Eric Zimmerman   |
| 57         | 10        | Ein Geburtstag für zwei              | Happy Birthday Two You                | 4. März 2015         | 20. März 2017                         | Michael Lembeck | Frank Pines                    |
| 58         | 11        | Makler des Grauens                   | You Give Real Estate a Bad Name       | 11. März 2015        | 21. März 2017                         | Michael Lembeck | Vince Cheung & Ben Montanio    |
| 59         | 12        | Liebe und Schicksal                  | A Love/Fate Relationship              | 18. März 2015        | 22. März 2017                         | Michael Lembeck | Dan Berendsen                  |
| 60         | 13        | Ein neuer Anfang                     | Home Is Where the Wheeler Is          | 3. Juni 2015         | 23. März 2017                         | Michael Lembeck | Heidi Clements                 |
| 61         | 14        | Man nehme einen Dorf-Idioten         | It Takes a Village Idiot              | 10. Juni 2015        | 24. März 2017                         | Michael Lembeck | Janae Bakken                   |
| 62         | 15        | Die One-Night-Sackgasse              | One Night Stand Off                   | 17. Juni 2015        | 27. März 2017                         | Michael Lembeck | Ben Montanio & Vince Cheung    |
| 63         | 16        | Schnäppchen                          | Lowering the Bar                      | 24. Juni 2015        | 28. März 2017                         | Michael Lembeck | Kirill Baru & Eric Zimmerman   |
| 64         | 17        | Der Wheeler-Krieg                    | Wheeler War                           | 1. Juli 2015         | 29. März 2017                         | Michael Lembeck | Joshua Malek                   |
| 65         | 18        | Im Fall der Fälle                    | Parental Guidance Suggested           | 8. Juli 2015         | 30. März 2017                         | Michael Lembeck | Marissa Berlin                 |
| 66         | 19        | Es ist kompliziert                   | Ring Around the Party                 | 15. Juli 2015        | 31. März 2017                         | Michael Lembeck | Frank Pines                    |
| 67         | 20        | Das Kleid der Träume                 | Til Dress Do Us Part                  | 22. Juli 2015        | 3. Apr. 2017                          | Michael Lembeck | Heidi Clements & Frank Pines   |
| 68         | 21        | Was in Vegas passiert...             | What Happens in Vegas...              | 29. Juli 2015        | 4. Apr. 2017                          | Michael Lembeck | Dan Berendsen & Heidi Clements |
| 69         | 22        | So ein Tag, wunderschön wie heute    | It’s a Nice Day For a Wheeler Wedding | 5. Aug. 2015         | 5. Apr. 2017                          | Michael Lembeck | Dan Berendsen & Heidi Clements |

## Staffel 5
Die Erstausstrahlung der fünften Staffel war vom 3. Februar bis zum 3. August 2016 auf dem US-amerikanischen Kabelsender Freeform zu sehen. Die deutschsprachige Erstausstrahlung sendete der deutsche Free-TV-Sender ProSieben vom 6. April bis zum 5. Mai 2017.
| Nr. (ges.) | Nr. (St.) | Deutscher Titel                  | Originaltitel           | Erstausstrahlung USA | Deutschsprachige Erstausstrahlung (D) | Regie           | Drehbuch                       |
| ---------- | --------- | -------------------------------- | ----------------------- | -------------------- | ------------------------------------- | --------------- | ------------------------------ |
| 70         | 1         | Auf geht die Wilde Fahrt         | Love and Carriage       | 3. Feb. 2016         | 6. Apr. 2017                          | Michael Lembeck | Heidi Clements                 |
| 71         | 2         | Hasch mich, ich bin ein Wheeler! | Reinventing the Wheeler | 10. Feb. 2016        | 7. Apr. 2017                          | Michael Lembeck | Kirill Baru & Eric Zimmerman   |
| 72         | 3         | Die Rache des Ben                | Ben-geance              | 17. Feb. 2016        | 10. Apr. 2017                         | Michael Lembeck | Vince Cheung & Ben Montanio    |
| 73         | 4         | Tuckers Rache                    | The Tuck Stops Here     | 24. Feb. 2016        | 11. Apr. 2017                         | Michael Lembeck | Janae Bakken                   |
| 74         | 5         | Das Dating-Spiel                 | The Dating Game         | 2. März 2016         | 12. Apr. 2017                         | Michael Lembeck | Frank Pines                    |
| 75         | 6         | Wer ist hier eifersüchtig?       | Never Ben Jealous       | 9. März 2016         | 13. Apr. 2017                         | Michael Lembeck | Joshua Malek                   |
| 76         | 7         | Hilfe, Mama kommt                | The Return of the Mommy | 16. März 2016        | 18. Apr. 2017                         | Michael Lembeck | Heidi Clements                 |
| 77         | 8         | Die neue Mitbewohnerin           | Room-mating             | 23. März 2016        | 19. Apr. 2017                         | Michael Lembeck | Kirill Baru & Eric Zimmerman   |
| 78         | 9         | Liebe macht blind                | Stupid Cupid            | 30. März 2016        | 20. Apr. 2017                         | Michael Lembeck | Frank Pines                    |
| 79         | 10        | Alte und neue Sünden             | Homecoming and Going    | 6. Apr. 2016         | 21. Apr. 2017                         | Michael Lembeck | Dan Berendsen                  |
| 80         | 11        | Lügen vor Gericht                | Trial by Liar           | 1. Juni 2016         | 24. Apr. 2017                         | Michael Lembeck | Janae Bakken                   |
| 81         | 12        | Im Spendermodus                  | Ben-Semination          | 8. Juni 2016         | 25. Apr. 2017                         | Michael Lembeck | Vince Cheung & Ben Montana     |
| 82         | 13        | Besser spät als nie              | High School Diplomacy   | 15. Juni 2016        | 26. Apr. 2017                         | Michael Lembeck | Joshua Malek                   |
| 83         | 14        | Uroma ist die Schlimmste         | Not So Great Grandma    | 22. Juni 2016        | 27. Apr. 2017                         | Michael Lembeck | Heidi Clements                 |
| 84         | 15        | Der scheinheilige Bund der Ehe   | Unholy Matrimony        | 29. Juni 2016        | 28. Apr. 2017                         | Michael Lembeck | Kirill Baru & Eric Zimmerman   |
| 85         | 16        | Doppelt hält schlechter          | Double Date Double Down | 6. Juli 2016         | 1. Mai 2017                           | Michael Lembeck | Frank Pines                    |
| 86         | 17        | Ein Sessel für zwei              | The Love Seat           | 13. Juli 2016        | 2. Mai 2017                           | Michael Lembeck | Janae Bakken                   |
| 87         | 18        | Guter Rat ist teuer              | She Said, Ben Said      | 20. Juli 2016        | 3. Mai 2017                           | Michael Lembeck | Jen Howell                     |
| 88         | 19        | Die Kondom-Katastrophe           | Condom Conundrum        | 27. Juli 2016        | 4. Mai 2017                           | Michael Lembeck | Ben Montanio & Vince Cheung    |
| 89         | 20        | Emma über alles                  | My Fair Emma            | 3. Aug. 2016         | 5. Mai 2017                           | Michael Lembeck | Dan Berendsen & Heidi Clements |

## Staffel 6
Die Erstausstrahlung der sechsten Staffel war vom 13. März bis zum 22. Mai 2017 auf dem US-amerikanischen Kabelsender Freeform zu sehen. Die deutschsprachige Online-Premiere erfolgte am 4. Januar 2019 bei Sky GO, Sky Ticket und TVNOW.
| Nr. (ges.) | Nr. (St.) | Deutscher Titel             | Originaltitel          | Erstausstrahlung USA | Deutschsprachige Erstausstrahlung (Online-Premiere) | Regie           | Drehbuch                     |
| ---------- | --------- | --------------------------- | ---------------------- | -------------------- | --------------------------------------------------- | --------------- | ---------------------------- |
| 90         | 1         | Das Reinigungsmädchen       | To Elle and Back       | 13. März 2017        | 4. Jan. 2019                                        | Michael Lembeck | Heidi Clements               |
| 91         | 2         | Pro und Kontra              | Pro and Con            | 20. März 2017        | 4. Jan. 2019                                        | Michael Lembeck | Frank Pines                  |
| 92         | 3         | Ben reitet das Einhorn      | Ben Rides a Unicorn    | 27. März 2017        | 4. Jan. 2019                                        | Michael Lembeck | Eric Zimmerman & Kirill Baru |
| 93         | 4         | (K)ein Tag für eine Mutter  | A Mother of a Day      | 3. Apr. 2017         | 4. Jan. 2019                                        | Michael Lembeck | Ben Montanio & Vince Cheung  |
| 94         | 5         | Elle auf Eis                | When Elle Freezes Over | 10. Apr. 2017        | 4. Jan. 2019                                        | Michael Lembeck | Janae Bakken                 |
| 95         | 6         | Danny, der Super-Dad        | The Third Wheeler      | 17. Apr. 2017        | 4. Jan. 2019                                        | Michael Lembeck | Joshua Malek                 |
| 96         | 7         | Der Wheeler-Familienkrieg   | The Sonny-Moon         | 24. Apr. 2017        | 4. Jan. 2019                                        | Michael Lembeck | Heidi Clements               |
| 97         | 8         | Die misslungenen Hochzeiten | You Cruise, You Lose   | 1. Mai 2017          | 4. Jan. 2019                                        | Michael Lembeck | Heidi Clements               |
| 98         | 9         | Die Rückkehr                | The Rebound            | 8. Mai 2017          | 4. Jan. 2019                                        | Michael Lembeck | Vince Cheung & Ben Montanio  |
| 99         | 10        | Was ist im Paket?           | What's in the Box?!    | 15. Mai 2017         | 4. Jan. 2019                                        | Michael Lembeck | Dan Berendsen                |
| 100        | 11        | Daddys Mädchen              | Daddy's Girl           | 22. Mai 2017         | 4. Jan. 2019                                        | Michael Lembeck | Dan Berendsen                |